# Eurovision Song Contest 1998
Eurovision Song Contest 1998 blev afholdt i National Indoor Arena i Birmingham, da Storbritannien vandt Eurovision Song Contest 1997.
Længe før konkurrencen blev afholdt var der allerede ballade i flere deltagerlande. I Israel protesterede man voldsomt over deres deltager, Dana International, som tidligere havde undergået en kønsskifteoperation. Der havde også været bunkevis af negativ omtale af Tysklands Guildo Horn, der fremførte en særdeles anderledes sang. Deltagerne fra Grækenland havde desuden flere gange truet med at forlade byen i ugen op mod afholdelsen af showet, fordi de ikke brød sig om den måde de blev filmet på. Rent faktisk trak de sig ud af konkurrencen om eftermiddagen, hvor konkurrencen skulle holdes om aftenen. Få minutter efter tilmeldte de sig dog atter, men deltagelsen fik ikke den store betydning, da de blev placeret som nr. 20 med 12 point, som de udelukkende havde fået af fra naboen Cypern.
Også dette år havde man televoting, denne gang i næsten alle lande med undtagelse af Cypern og Ungarn, og succesen var tydelig, da seertallene atter var stigende. Det var i øvrigt det tætteste opløb i konkurrencen siden 1991, hvor Israel, Malta og Storbritannien lå lige op af hinanden, men hvor Israel altså vandt efter den sidste stemme var afgivet.

## Deltagere og resultater
| Sang nr. | Land           | Solist                                  | Sang                          | Plads | Point |
| -------- | -------------- | --------------------------------------- | ----------------------------- | ----- | ----- |
| 1        | Kroatien       | Danijela                                | Neka mi ne svane              | 5     | 131   |
| 2        | Grækenland     | Dionysia Karoki-Georgopoulou & Thalassa | Mia krifi evaesthisia         | 20    | 12    |
| 3        | Frankrig       | Marie-Line                              | Ou aller                      | 24    | 3     |
| 4        | Spanien        | Mikel Herzog                            | Que voy a hacer sin ti        | 16    | 21    |
| 5        | Schweiz        | Gunvor                                  | Lass ihn                      | 25    | 0     |
| 6        | Slovakiet      | Katarína Hasprová                       | Modlitba                      | 21    | 8     |
| 7        | Polen          | Sixteen                                 | To takie proste               | 17    | 19    |
| 8        | Israel         | Dana International                      | Diva                          | 1     | 172   |
| 9        | Tyskland       | Guildo Horn                             | Guildo hat euch lieb!         | 7     | 86    |
| 10       | Malta          | Chiara                                  | The one that I love           | 3     | 165   |
| 11       | Ungarn         | Charlie                                 | A holnap már nem lesz szomorú | 23    | 4     |
| 12       | Slovenien      | Vili Resnik                             | Naj bogovi sliijo             | 18    | 17    |
| 13       | Irland         | Dawn                                    | Is always over now?           | 9     | 64    |
| 14       | Portugal       | Alma Lusa                               | Se eu te pudesse abraçar      | 12    | 36    |
| 15       | Rumænien       | Malina Olinescu                         | Eu cred                       | 22    | 6     |
| 16       | Storbritannien | Imaani                                  | Where are you?                | 2     | 166   |
| 17       | Cypern         | Michael Hadjiyianni                     | Genesis                       | 11    | 37    |
| 18       | Holland        | Edsilia Rombley                         | Hemel en aarde                | 4     | 150   |
| 19       | Sverige        | Jill Johnson                            | Kärleken är                   | 10    | 53    |
| 20       | Belgien        | Melanie Cohl                            | Dis oui                       | 6     | 122   |
| 21       | Finland        | Edea                                    | Aava                          | 15    | 22    |
| 22       | Norge          | Lars A. Frederiksen                     | Altid sommer                  | 8     | 79    |
| 23       | Estland        | Koit Toome                              | Mere lapsed                   | 12    | 36    |
| 24       | Tyrkiet        | Tuzmen                                  | Unutamazsin                   | 14    | 25    |
| 25       | Nordmakedonien | Vlado Janevski                          | Ne zori zoro                  | 19    | 16    |